# Suruceni
Suruceni è un comune della Moldavia situato nel distretto di Ialoveni di 2.791 abitanti al censimento del 2004